# Bleasdalea
Bleasdalea F. Muell. – rodzaj roślin z rodziny srebrnikowatych (Proteaceae). Obejmuje co najmniej 5 gatunków występujących naturalnie na Nowej Gwinei oraz w Australii w stanie Queensland.

## Systematyka
Pozycja i podział rodziny według Angiosperm Phylogeny Website (aktualizowany system APG III z 2009)
Rodzaj z rodziny srebrnikowatych stanowiącej grupę siostrzaną dla platanowatych, wraz z którymi wchodzą w skład rzędu srebrnikowców, stanowiącego jedną ze starszych linii rozwojowych dwuliściennych właściwych. W obrębie rodziny rodzaj stanowi klad bazalny w plemieniu Macadamieae C. Venkata Rao, 1968. Plemię to klasyfikowane jest do podrodziny Grevilleoideae Engl., 1892.
Wykaz gatunków
- Bleasdalea bleasdalei (F.Muell.) A.C.Sm. & J.E.Haas
- Bleasdalea ferruginea (A.C.Sm.) A.C.Sm. & J.E.Haas
- Bleasdalea lutea (Guillaumin) A.C.Sm. & J.E.Haas
- Bleasdalea papuana (Diels) Domin
- Bleasdalea vitiensis (Turrill) A.C.Sm. & J.E.Haas